# 埃南-博蒙
埃南-博蒙（法語：Hénin-Beaumont，法語發音：[enɛ̃ bomɔ̃]），法国北部城市，上法兰西大区加来海峡省的一个市镇，隶属于朗斯区，其市镇面积为20.72平方公里，2022年1月1日时人口数量为25,764人，是该省人口第六多的市镇，在法国城市中排名第339位。
埃南-博蒙于1971年由原市镇埃南列塔尔（Hénin-Liétard）和阿图瓦地区博蒙合并而成。其主体位于加来海峡省东部，北部-加来海峡矿区的核心区域，近代因煤炭开采而兴起，现为一个综合性的工商业城市，有铁路和高速公路经过。

## 地名

### 中文译名
因翻译标准不同，“Hénin-Beaumont”在中文谷歌地图以及部分汉语资料中被译为埃南博蒙。

## 历史

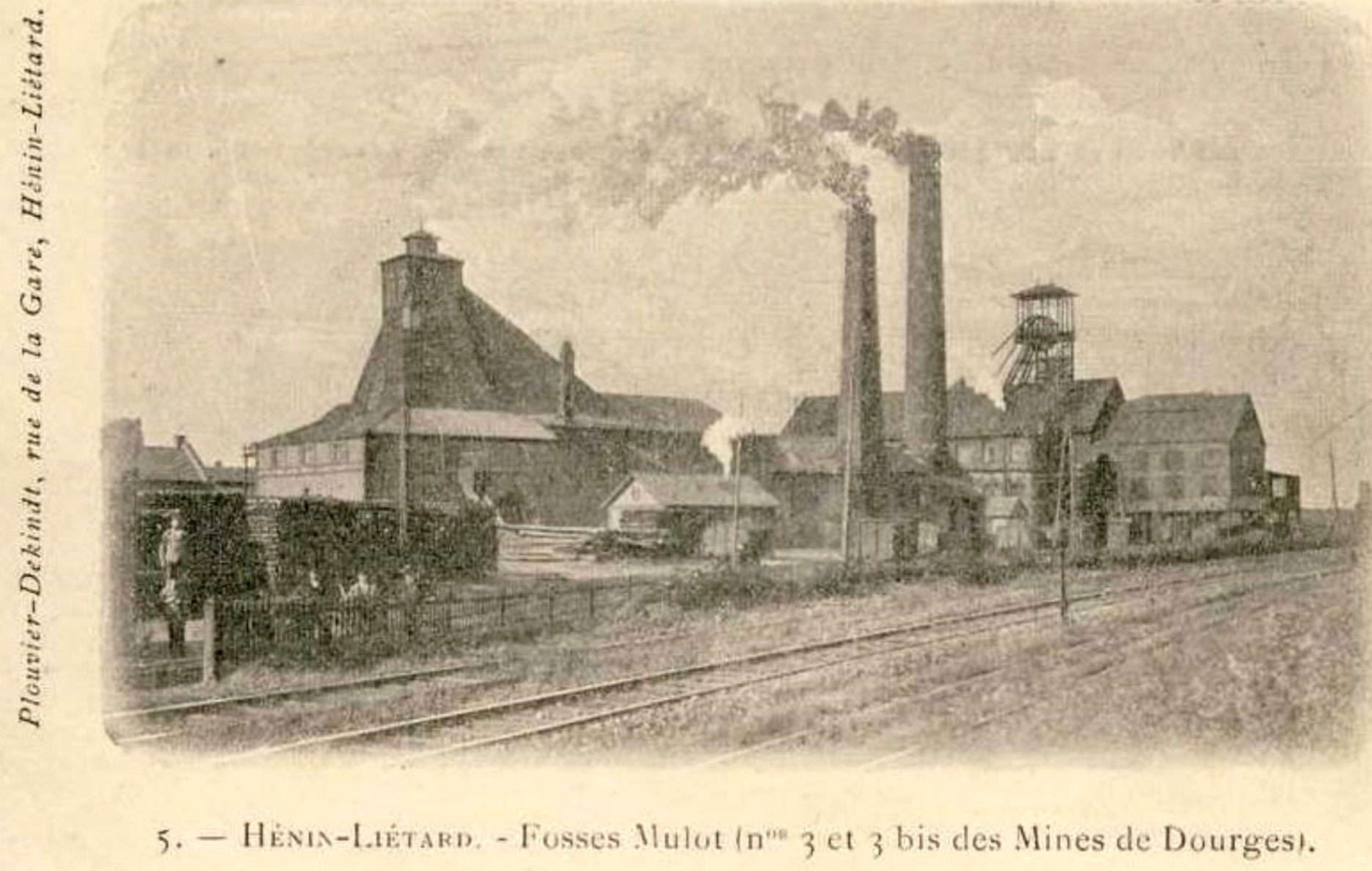
20世纪初埃南-博蒙的一处运转中的煤矿厂房

埃南-博蒙成立于1971年，由埃南列塔尔（Hénin-Liétard）和阿图瓦地区博蒙两个市镇合并而成。
埃南列塔尔建成于高卢-罗马时期，公元四世纪时当地出现了一处为纪念图尔的马丁而修建的教堂。中世纪时，埃南列塔尔多次遭遇外敌入侵。14世纪时，埃南与列塔尔两个村落合并，成为佛兰德伯爵的一处领地，属于西屬尼德蘭。1659年，根据《比利牛斯条约》，埃南列塔尔所处的阿图瓦划至法兰西王国。法国大革命后，埃南列塔尔成为加来海峡省的一个市镇。19世纪时，埃南列塔尔所处的北部-加来海峡地区成为重要的煤炭开采区，当地组建了德罗库尔矿业公司，下属七处矿井；而相邻的杜尔日矿业公司的2号、3号和6号矿井亦位于埃南列塔尔境内，其附近形成大型矿工社区，人口数量快速增加。两次世界大战期间，埃南列塔尔均遭遇严重破坏，其中1941年，当地矿工因不满纳粹控制下的高强度工作条件而发动大罢工。二战后，德罗库尔和杜尔日两家矿业公司被收归国有，重组成为埃南列塔尔矿业集团（Groupe d'Hénin-Liétard）。20世纪中后期，受到资源枯竭和能源危机的影响，埃南列塔尔及其所处的整个北部-加来海峡矿区的矿井纷纷关闭，造成该区域大批居民失业，引发了一系列的社会危机。
阿图瓦地区博蒙历史上长期为一处普通村落，1790至1970年间为一个独立的市镇，19世纪末因煤炭开采而兴盛，德罗库尔矿业公司6-7号矿井位于其境内。

## 地理

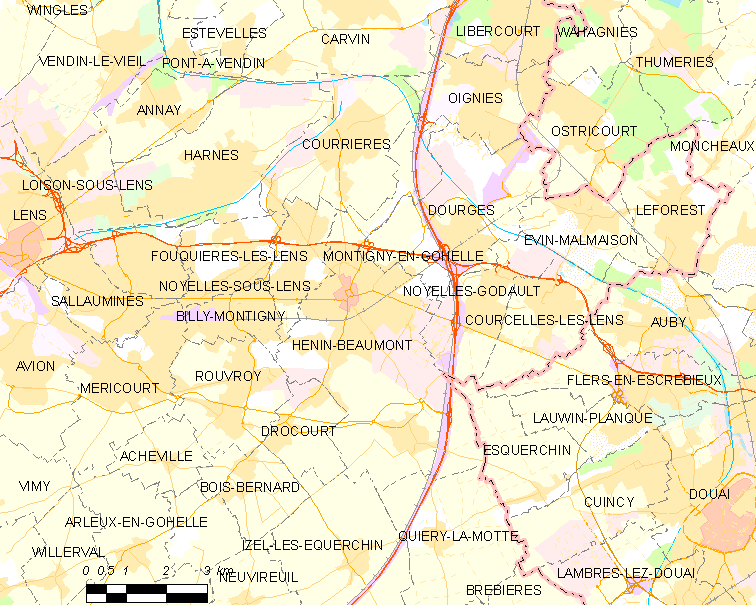
埃南-博蒙市镇范围地图

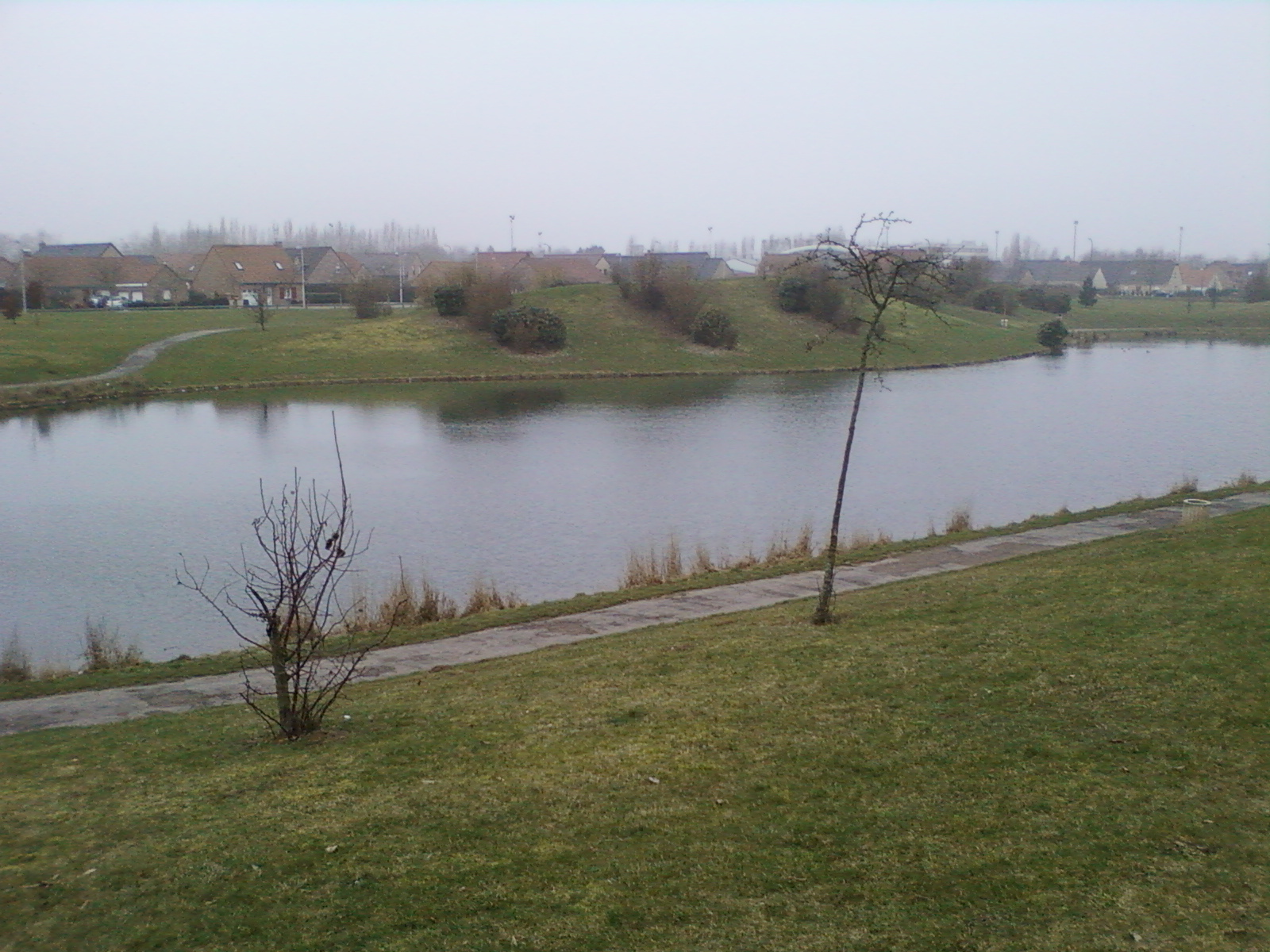
埃南-博蒙的一处湖泊

埃南-博蒙位于法国北部，上法兰西大区北部和加来海峡省东部，距离省会阿拉斯大约21公里。与埃南-博蒙接壤的市镇包括：蒙蒂尼昂戈埃勒、库里耶尔、瓦尼、杜尔日、比利蒙蒂尼、鲁夫鲁瓦、德罗库尔、努瓦耶勒戈多、伊泽勒莱塞凯尔尚、基耶里拉莫特和埃凯尔尚。

### 地形
埃南-博蒙位于法国北部低地平原腹地，境内以平原为主，市镇中心地势较为平坦，部分区域有煤炭开采后形成的尾矿山，全境海拔在23到65米之间。

### 水文
埃南-博蒙属于利斯河流域，其境内无大型天然径流分布，市区东南部有一处露天煤矿开采后遗留形成的湖泊，经人工改造成为了城市绿地公园。

### 植被
埃南-博蒙属于温带阔叶混交林区，市区东南部建有湖畔公园（Parc du Bord des Eau）。
在鲜花城市的评比中，埃南-博蒙被评为1星级鲜花城市。

### 气候
埃南-博蒙在柯本气候分类法中属于温带海洋性气候，年温差较小，降水分布均匀，偶尔受到大陆气流影响，气温骤降。
距离埃南-博蒙最近的常年气象站位于杜埃境内，以下为该气象站的数据（其中日照数据取自里尔机场）：
| 杜埃1981年－2019年  | 杜埃1981年－2019年 | 杜埃1981年－2019年 | 杜埃1981年－2019年 | 杜埃1981年－2019年 | 杜埃1981年－2019年 | 杜埃1981年－2019年 | 杜埃1981年－2019年 | 杜埃1981年－2019年 | 杜埃1981年－2019年 | 杜埃1981年－2019年 | 杜埃1981年－2019年 | 杜埃1981年－2019年 | 杜埃1981年－2019年 |
| 月份                | 1月                | 2月                | 3月                | 4月                | 5月                | 6月                | 7月                | 8月                | 9月                | 10月               | 11月               | 12月               | 全年               |
| ------------------- | ------------------ | ------------------ | ------------------ | ------------------ | ------------------ | ------------------ | ------------------ | ------------------ | ------------------ | ------------------ | ------------------ | ------------------ | ------------------ |
| 历史最高温 °C（°F） | 15 (59)            | 18.3 (64.9)        | 23.8 (74.8)        | 28 (82)            | 31.3 (88.3)        | 36 (97)            | 37.5 (99.5)        | 36.5 (97.7)        | 32 (90)            | 29 (84)            | 20.5 (68.9)        | 15 (59)            | 37.5 (99.5)        |
| 平均高温 °C（°F）   | 5.8 (42.4)         | 6.8 (44.2)         | 10.6 (51.1)        | 14.3 (57.7)        | 18.1 (64.6)        | 20.9 (69.6)        | 23.6 (74.5)        | 23.5 (74.3)        | 19.7 (67.5)        | 15 (59)            | 9.6 (49.3)         | 6.2 (43.2)         | 14.5 (58.1)        |
| 日均气温 °C（°F）   | 3.5 (38.3)         | 3.9 (39.0)         | 6.9 (44.4)         | 9.5 (49.1)         | 13.2 (55.8)        | 16 (61)            | 18.3 (64.9)        | 18 (64)            | 15 (59)            | 11.3 (52.3)        | 6.9 (44.4)         | 4 (39)             | 10.5 (50.9)        |
| 平均低温 °C（°F）   | 1.2 (34.2)         | 1.1 (34.0)         | 3.2 (37.8)         | 4.8 (40.6)         | 8.4 (47.1)         | 11 (52)            | 13 (55)            | 12.6 (54.7)        | 10.3 (50.5)        | 7.7 (45.9)         | 4.2 (39.6)         | 1.8 (35.2)         | 6.6 (43.9)         |
| 历史最低温 °C（°F） | −20.5 (−4.9)       | −12.5 (9.5)        | −11 (12)           | −4.5 (23.9)        | −1.5 (29.3)        | 2 (36)             | 4.1 (39.4)         | 4.1 (39.4)         | 0 (32)             | −6 (21)            | −9.5 (14.9)        | −12.5 (9.5)        | −20.5 (−4.9)       |
| 平均降水量 mm（）   | 57.7 (2.27)        | 46.5 (1.83)        | 55 (2.2)           | 46.7 (1.84)        | 57.5 (2.26)        | 64.6 (2.54)        | 68.3 (2.69)        | 62.4 (2.46)        | 60.2 (2.37)        | 64.9 (2.56)        | 65.4 (2.57)        | 67.6 (2.66)        | 716.8 (28.22)      |
| 月均日照時數        | 65.5               | 70.7               | 121.1              | 172.2              | 193.9              | 206                | 211.3              | 199.5              | 151.9              | 114.4              | 61.4               | 49.6               | 1,617.5            |
| 来源：Infoclimat    |                    |                    |                    |                    |                    |                    |                    |                    |                    |                    |                    |                    |                    |

## 行政区划
埃南-博蒙的市镇编号为62427，邮政编号为62110。
在行政管理方面，埃南-博蒙隶属于法国上法兰西大区加来海峡省朗斯区；在地方选举方面，埃南-博蒙是埃南-博蒙第一县和埃南-博蒙第二县的中央投票站所在地，其市镇范围全境被划入加来海峡省第十一选区；在社会管理方面，埃南-博蒙是埃南-卡尔万城市圈公共社区的办公驻地。
截至2023年10月，埃丹市镇范围内的马塞-达尔西（Macé - Darcy）、蓬什莱-肯尼迪（Ponchelet - Kennedy）和双城开发区（Zac Des Deux Villes）三个街区是城市政策优先街区。
法国国家统计与经济研究所（简称）在进行数据统计时，将埃南-博蒙及相邻的另外66个市镇设为埃南-博蒙城市核心区，并将包括核心区在内的周边共103个市镇划为杜埃-朗斯城市区。自2020年起，杜埃-朗斯城市区被拆分，埃南-博蒙城市区被划入包含50个市镇的埃南-博蒙城市辐射区内。此外，还将埃南-博蒙市镇分为了11个“块区”（IRIS），以便于统计人口分布情况。

## 交通

### 公路
A1高速公路和A21高速公路经过埃南-博蒙境内，分别设有16.1和16出入口；此外多条加来海峡省省道在埃南-博蒙境内交汇，其市区内的主要道路均已完成城市化改造，配有排水、照明、人行道等设施。
| 16 | 1.6 |

| 17 | 3 |

| 阿拉斯 | 21 |

| 朗斯 | 9 |

| 瑟克兰 | 19 |

| 列万 | 15 |

| 杜埃 | 13 |

| 欧比 | 9 |

2018年，69.8%的埃南-博蒙家庭拥有至少一辆私人汽车。2019年，埃南-博蒙境内共发生各类交通事故9起，造成2人遇难，14人受伤。

### 铁路
埃南-博蒙位于朗斯－奥斯特里库尔铁路上，该铁路是北部-加来海峡地区的一条支线铁路，已完成复线及电气化改造。埃南-博蒙站位于市区中南部，停靠往返于里尔和朗斯一线的区域列车。

### 航空
距离埃南-博蒙最近的民用航空站为里尔机场，距离埃南-博蒙市中心的公路里程约26公里。

### 城市公共交通
朗斯-贝蒂讷城市公共交通（商业名称为）是当地的城市公共交通系统。截至2022年1月，该系统共包括数十条公交线路，其中快速公交B1线、B7线和公交15路、19路、21路、23路、25路和27路经过埃南-博蒙市区。

## 政治

### 市政内阁

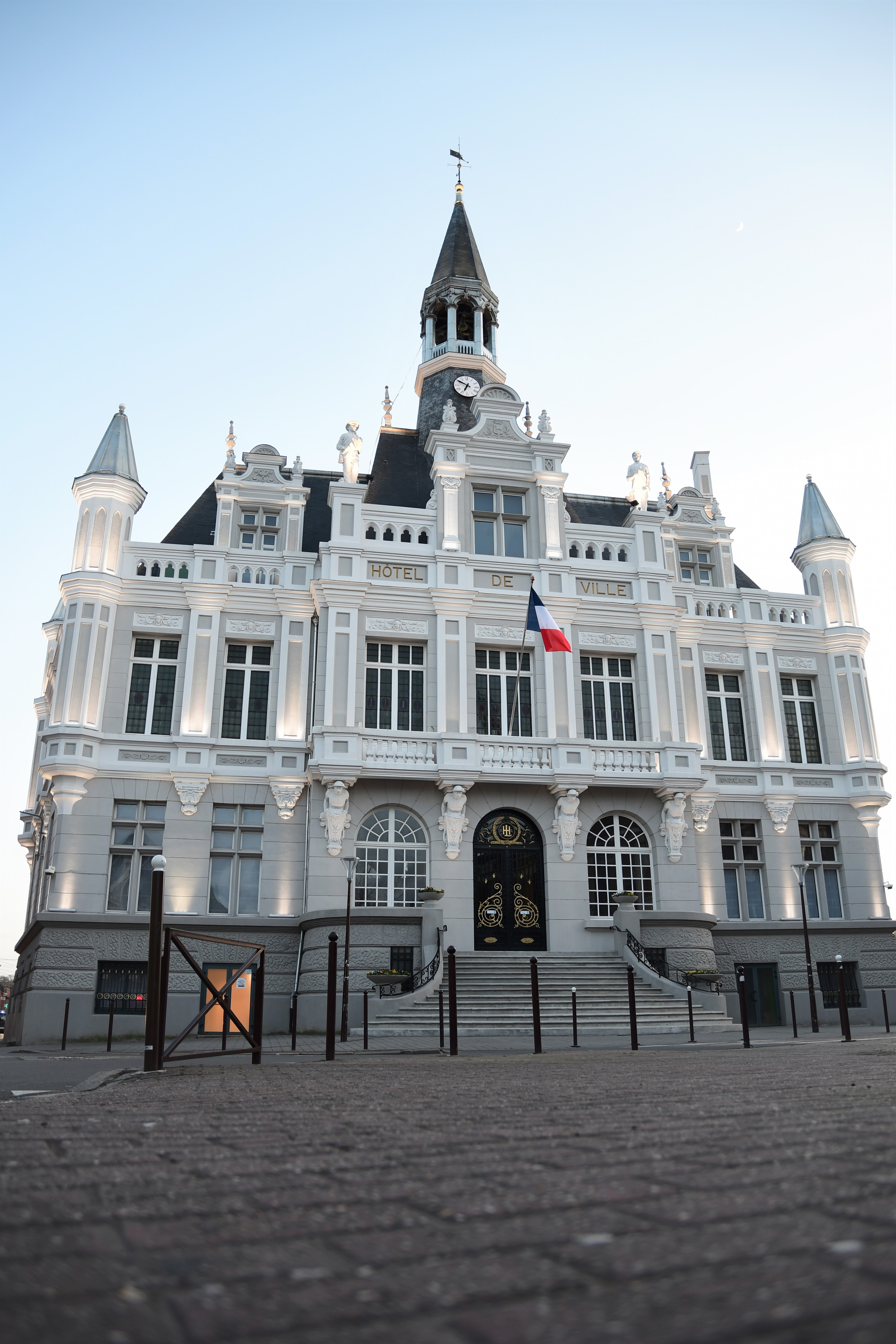
埃南-博蒙市政厅

埃南-博蒙的现任市长为史蒂夫·布里瓦先生，他是国民联盟的一名成员，在2020年的市政选举中获得了74.21%的支持率。
| 埃南-博蒙历届市长 | 埃南-博蒙历届市长                     | 埃南-博蒙历届市长                              |
| 任期              | 市长                                  | 党派                                           |
| ----------------- | ------------------------------------- | ---------------------------------------------- |
| 1971年－1989年    | Jacques PIETTE 雅克·皮耶特            | PS社会党                                       |
| 1989年－2001年    | Pierre DARCHICOURT 皮埃尔·达尔希古    | PS社会党                                       |
| 2001年－2009年    | Gérard DALONGEVILLE 热拉尔·达隆热维尔 | DVG左翼无党派人士 →MRC公民與共和運動 →PS社会党 |
| 2009年－2010年    | Daniel DUQUENNE 达尼埃尔·迪凯纳       | DVG左翼无党派人士                              |
| 2001年－2009年    | Eugène BINAISSE 欧仁·比奈斯           | DVG左翼无党派人士                              |
| 2014年－          | Steeve BRIOIS 史蒂夫·布里瓦           | FN国民联盟 →RN国民联盟                         |

### 各级选举
| 埃南-博蒙历届投票选举结果 | 埃南-博蒙历届投票选举结果 | 埃南-博蒙历届投票选举结果 | 埃南-博蒙历届投票选举结果    | 埃南-博蒙历届投票选举结果    | 埃南-博蒙历届投票选举结果 | 埃南-博蒙历届投票选举结果    | 埃南-博蒙历届投票选举结果    | 埃南-博蒙历届投票选举结果 | 埃南-博蒙历届投票选举结果 |
| 选举项目                  | 选举范围                  | 选区单位                  | 选举结果                     | 选举结果                     | 选举结果                  | 选举结果                     | 选举结果                     | 选举结果                  | 参考资料                  |
| 选举项目                  | 选举范围                  | 选区单位                  | 第一轮胜出者                 | 第一轮胜出者                 | 支持率                    | 第二轮胜出者                 | 第二轮胜出者                 | 支持率                    | 参考资料                  |
| ------------------------- | ------------------------- | ------------------------- | ---------------------------- | ---------------------------- | ------------------------- | ---------------------------- | ---------------------------- | ------------------------- | ------------------------- |
| 2017年法國總統選舉        | 法國                      | 市镇                      |                              | 玛丽娜·勒庞                  | 46.5%                     |                              | 玛丽娜·勒庞                  | 61.56%                    | [ 29 ]                    |
| 2017年法国立法选举        | 加来海峡省第十一选区      | 市镇                      |                              | 玛丽娜·勒庞                  | 55.41%                    |                              | 玛丽娜·勒庞                  | 65.97%                    | [ 29 ]                    |
| 2019年欧洲议会选举        | 法國                      | 市镇                      |                              | 若尔丹·巴尔代拉              | 55.9%                     | （不适用）                   | （不适用）                   | （不适用）                | [ 29 ]                    |
| 2021年法国省级选举        |                           | 第一县                    |                              | POULAIN Maryse VIAL François | 53.06%                    |                              | POULAIN Maryse VIAL François | 52.87%                    | [ 30 ]                    |
| 2021年法国省级选举        | 市镇                      |                           | POULAIN Maryse VIAL François | 65.99%                       |                           | POULAIN Maryse VIAL François | 65.44%                       |                           | [ 30 ]                    |
| 2021年法国省级选举        | 第二县                    |                           | 史蒂夫·布里瓦 玛丽娜·勒庞    | 61.09%                       |                           | 史蒂夫·布里瓦 玛丽娜·勒庞    | 59.72%                       |                           | [ 30 ]                    |
| 2021年法国省级选举        | 市镇                      |                           | 史蒂夫·布里瓦 玛丽娜·勒庞    | 76.44%                       |                           | 史蒂夫·布里瓦 玛丽娜·勒庞    | 74.8%                        |                           | [ 30 ]                    |
| 2021年法国大区选举        | 上法蘭西大區              | 市镇                      |                              | 塞巴斯蒂安·舍尼              | 56.29%                    |                              | 塞巴斯蒂安·舍尼              | 59.05%                    | [ 31 ]                    |
| 2022年法國總統選舉        | 法國                      | 市镇                      |                              | 玛丽娜·勒庞                  | 51.32%                    |                              | 玛丽娜·勒庞                  | 67.15%                    | [ 29 ]                    |
| 2022年法国立法选举        | 加来海峡省第十一选区      | 市镇                      |                              | 玛丽娜·勒庞                  | 63.49%                    |                              | 玛丽娜·勒庞                  | 71.86%                    | [ 29 ]                    |

## 人口
2020年，埃南-博蒙市镇人口数量为25,886，在法国排名第339位。其中男性12,357人，女性13,529人，75岁及以上人口占6.5%，外籍人口数量为711人，人口密度为1,249人/平方公里，当地居民被称为（男性）或（女性）。2021年，埃南-博蒙境内出生346人，死亡人口285人。
| 埃南-博蒙1900年－2020年人口变化情况 |
|                                     |
| 数据来源：Cassini、INSEE            |

## 经济

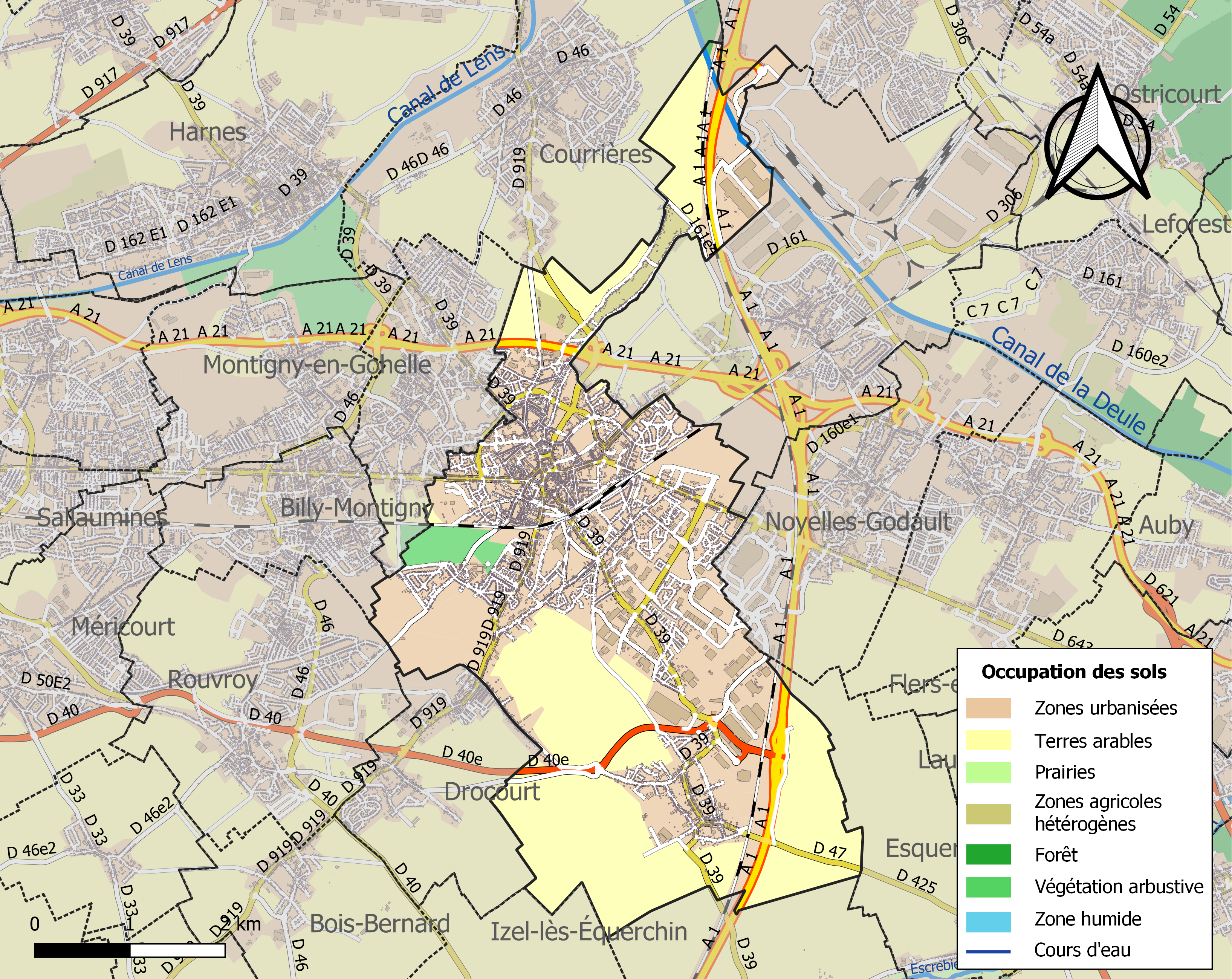
埃南-博蒙土地利用情况地图

截止2022年1月，埃南-博蒙市镇范围内共有各类用人单位（包含自雇）2,494家，平均历史为14年，其中98.25%为中小型企业（PME）。（冷链食品）、（电气设备销售）及（汽车销售）是当地2020年营业额最高的三个企业，分别为182,540,269欧元、22,348,290欧元和20,349,143欧元。

## 财政与居民收入
2020年，埃南-博蒙的财政收入总额为45,118,600欧元，财政支出总额为38,878,100欧元，当年的债务总额为38,795,000欧元。2021年，埃南-博蒙共获得8,274,873欧元的国家财政补助，比上一年增加了0.6%。
2019年，埃南-博蒙的人均月收入总额为2,023欧元，其中高级职员为3,461欧元，低于法国平均水平（4,230欧元）；中级职员为2,276欧元，低于法国平均水平（2,411欧元）；普通职员为1,665欧元，亦低于法国平均水平（1,740欧元）。
2018年，埃南-博蒙境内的青壮年（15至64岁）失业率为20.2%，当地35.8%的家庭拥有纳税资格，平均纳税2,222欧元，低于法国平均水平（3,910欧元）。

## 社会事务

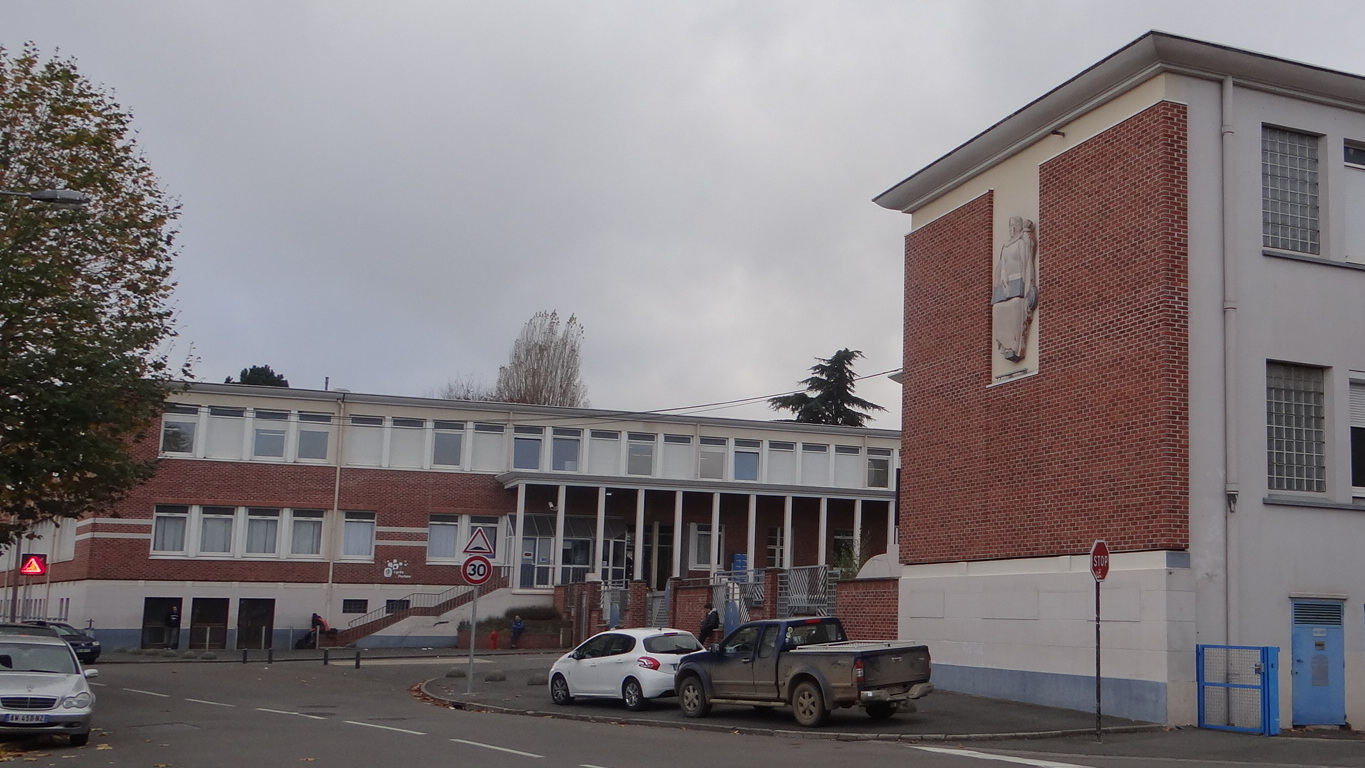
埃南-博蒙路易·巴斯德高级中学

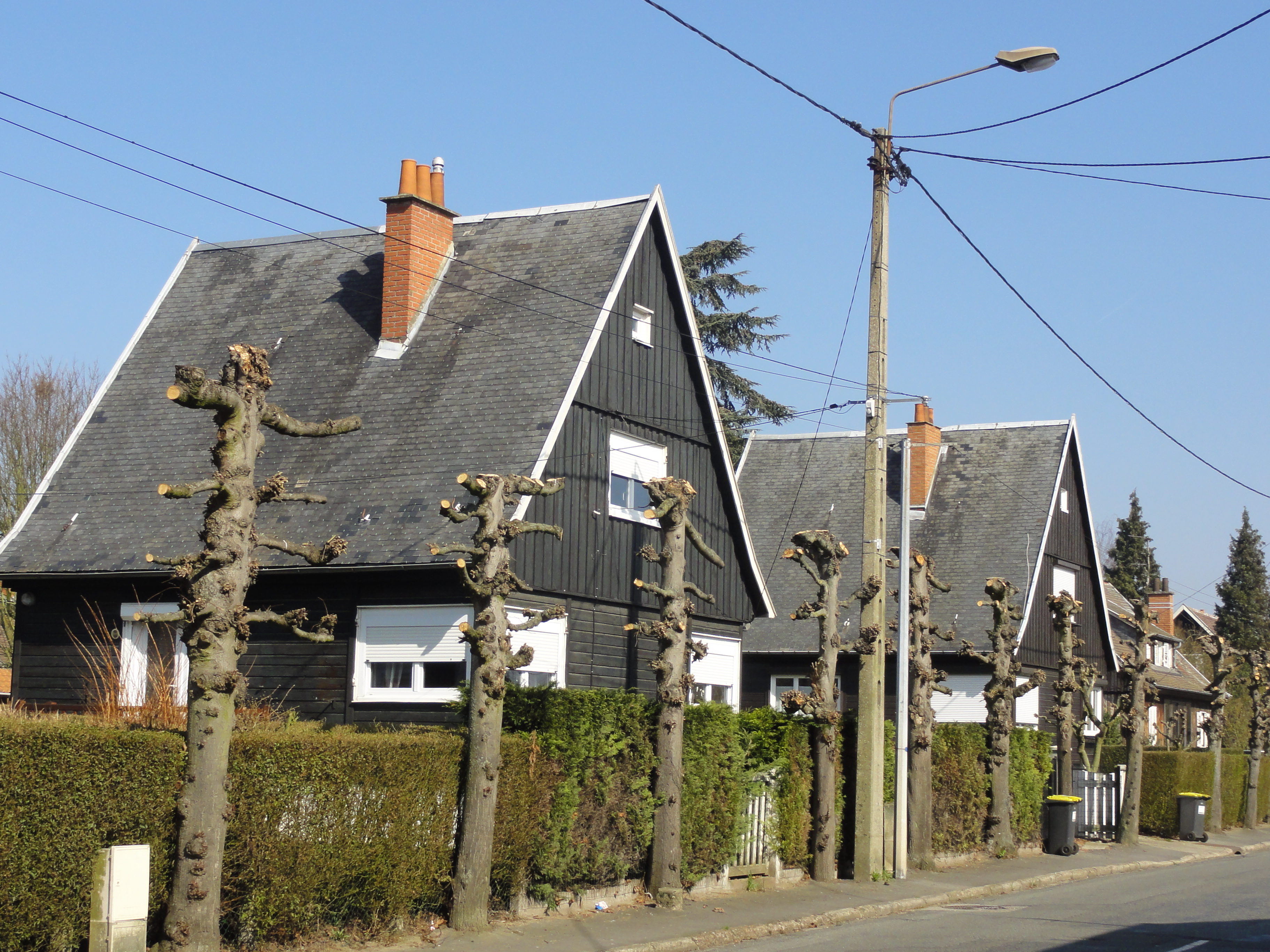
埃南-博蒙矿工居民区

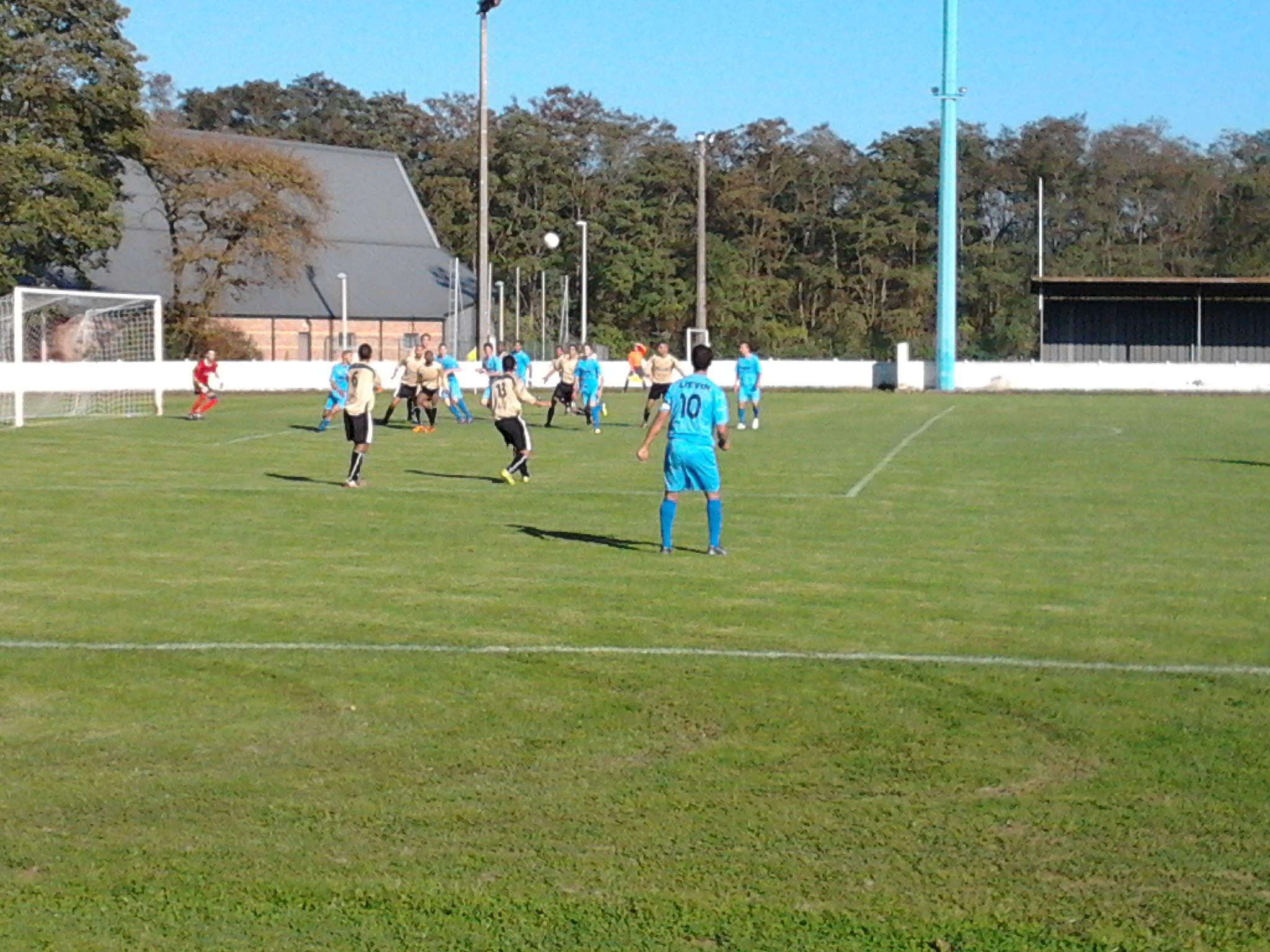
比赛中的埃南足球队

### 教育
埃南-博蒙属于里尔学区。截止2020年1月1日，埃南-博蒙境内共有7所幼儿园、9所小学、3所初级中学、2所普通高中和1所职业高中。2018至2019学年度，埃南-博蒙境内共有在校中等教育阶段学生3,921名。

### 医疗
截止2020年1月1日，埃南-博蒙境内共有全科医生18名、保健师26名、牙医11名、护士55名、眼科医生1名、皮肤科医生1名和助产士2名。境内共有药房11家、养老院2家、残疾人帮扶中心3家。
埃南-博蒙中心医院（Centre Hospitalier d'Hénin-Beaumont）是法国的一个区域性医疗机构，其主病区位于埃南-博蒙市区，设有床位272个，是当地规模最大的公立综合性医院。

### 住房
2018年，埃南-博蒙境内共有各类住房12,399套，其中71%为独立式居民区，28.9%为集中式居民区。常住房屋占埃南-博蒙市镇范围内居民建筑总量的89.5%。
在住房保障政策方面，2020年，埃南-博蒙境内共有3,779户家庭获得了住房经济补助，受益人数占总人口数量的14.6%，其中3,575份为房租补助。

### 商业
2019年，埃南-博蒙境内共有各类实体商铺534家，其中餐厅77家、大型超市5家、杂货店10家、面包房17家、肉铺15家、书店3家、装饰品店3家、银行门店11家、美容美发店48家、汽车维修店29家。市区东南部与努瓦耶勒戈多交界处建有大型开放式商业街区，有欧尚、迪卡侬、Castorama、Intersport等大型超市，市区东南端有一家宜家商场。

### 体育
2020年，埃南-博蒙境内共有1家游泳池、4间体育馆、4座综合体育场、3处网球场、1处马术场、7处足球或橄榄球场以及2处篮球或排球场。
截至2023年10月，埃南-博蒙境内共有6家注册足球俱乐部，其中包括一家五人制足球队和一家女子足球队。埃南人奥林匹克（Olympique Héninois，编号529799）是当地的代表性足球队，2023至2024赛季参加阿图瓦足球联赛乙组（法国第十级别），其主场为雷蒙·德拉布尔球场。

### 环境
埃南-博蒙的环境事务由其所属的埃南-卡尔万城市圈公共社区负责。2019年，埃南-博蒙境内共有3家污染企业。

### 治安
2019年，埃南-博蒙市镇范围内有1处派出所。
埃南-博蒙所在地是朗斯警区的管辖范围。2020年，该警区辖区内共34个市镇累计发生各类案件16,680起，其中盗窃类案件8,720起，经济类案件1,622起，毒品交易类案件935起。

## 文化
2020年，埃南-博蒙境内共有1家剧场和1家电影院。埃南-卡尔万城市圈公共社区提供一处位于埃南-博蒙的多媒体中心，每周二至六向公众开放。

### 建筑

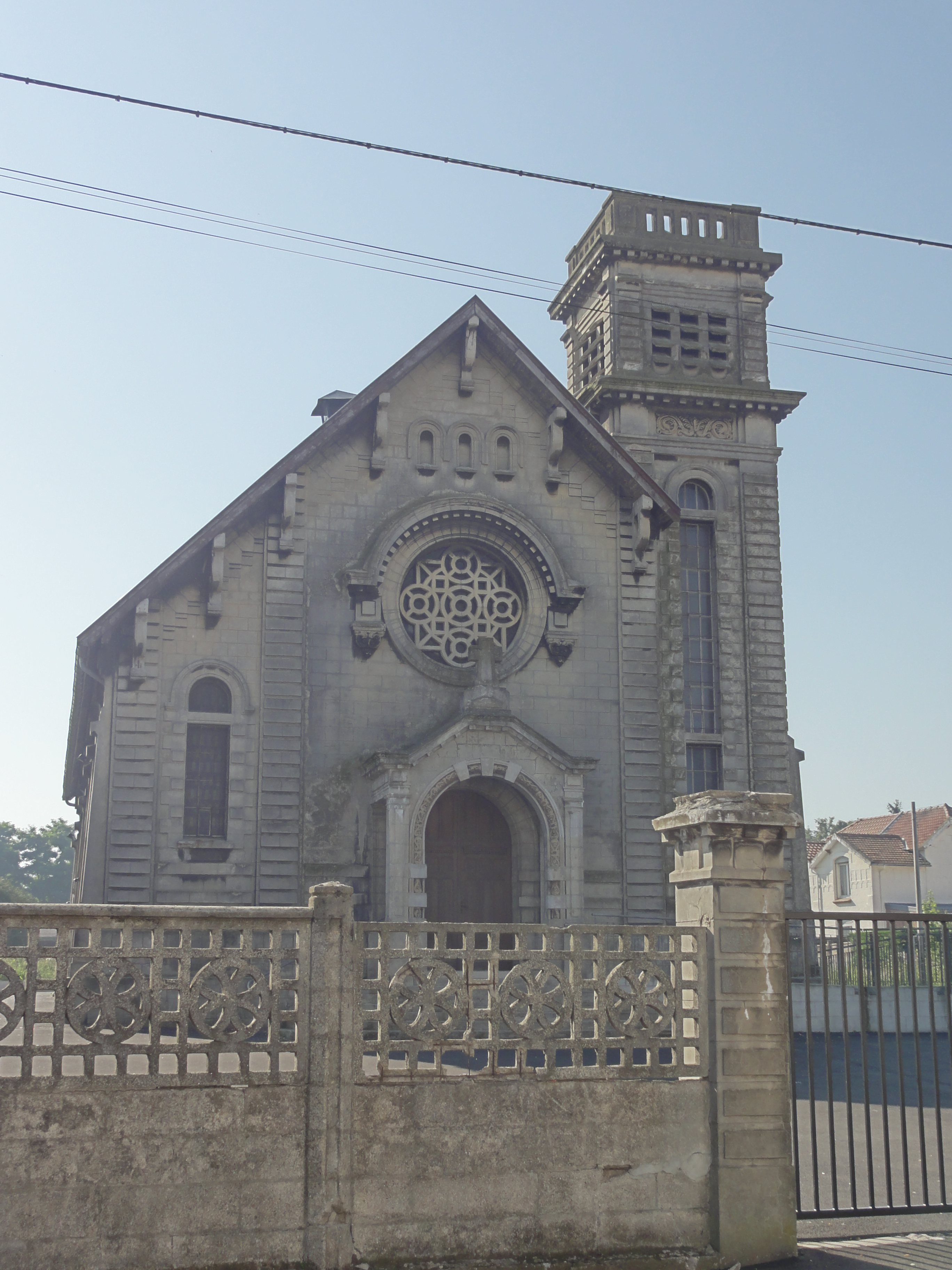
埃南-博蒙圣亨利教堂

埃南-博蒙境内有多处历史建筑，其中圣马丁教堂是法国国家文物保护单位，圣亨利教堂是当地的地标性建筑物。

### 旅游
埃南-博蒙的旅游事务由其所属的埃南-卡尔万城市圈公共社区负责。2021年，埃南-博蒙境内暂无任何游客接待设施。

### 媒体
法国主要的媒体均可在埃南-博蒙接收，法国电视三台下属的上法兰西大区频道在部分时段播出埃南-博蒙所属区域的地方新闻。当地的主要地方性媒体包括《北部之声报》、蓝色法兰西北方广播、Wéo电视台等。

## 相关人物
法国地质学家吕多维克·布勒通、演员贝尔纳·米内、击剑运动员弗兰克·布瓦丹和女歌手露安·艾梅拉出生于埃南-博蒙。

## 友好城市
截至2022年1月，埃南-博蒙共与五座城市互为友好城市关系：
- 德国 黑尔讷
- 波蘭 科宁
- 英格兰 韦克菲尔德
- 塞内加尔 吕菲斯克
- 美国 罗灵梅多斯